# 영역 주권
영역 주권(sphere sovereignty, souvereiniteit in eigen kring)이란 개혁주의 신학에서 주로 사용되는 용어로서 하나님은 교회뿐만 아니라 사회, 국가, 과학과 예술등 모든 영역에서 주인되시며 만물의 창조주로서 주권적인 통치를 행사하신다는 사상이다. 일반 은총을 강조한 화란의 아브라함 카이퍼에 의해서 처음으로 주창되었다.
이 사상은 영역 종속 ( sphere-subsidiarity)와 대조 된다.  영역 종속은 사회, 국가, 과학, 학문등이 어느 다른 영역에 종속되는 계층 구조를 가지는 것이다.  즉, 어떤 영역이 다른 영역에 의해 종속되어 하나님의 주권이 독립적으로 행사되지 않는 경우를 말한다.

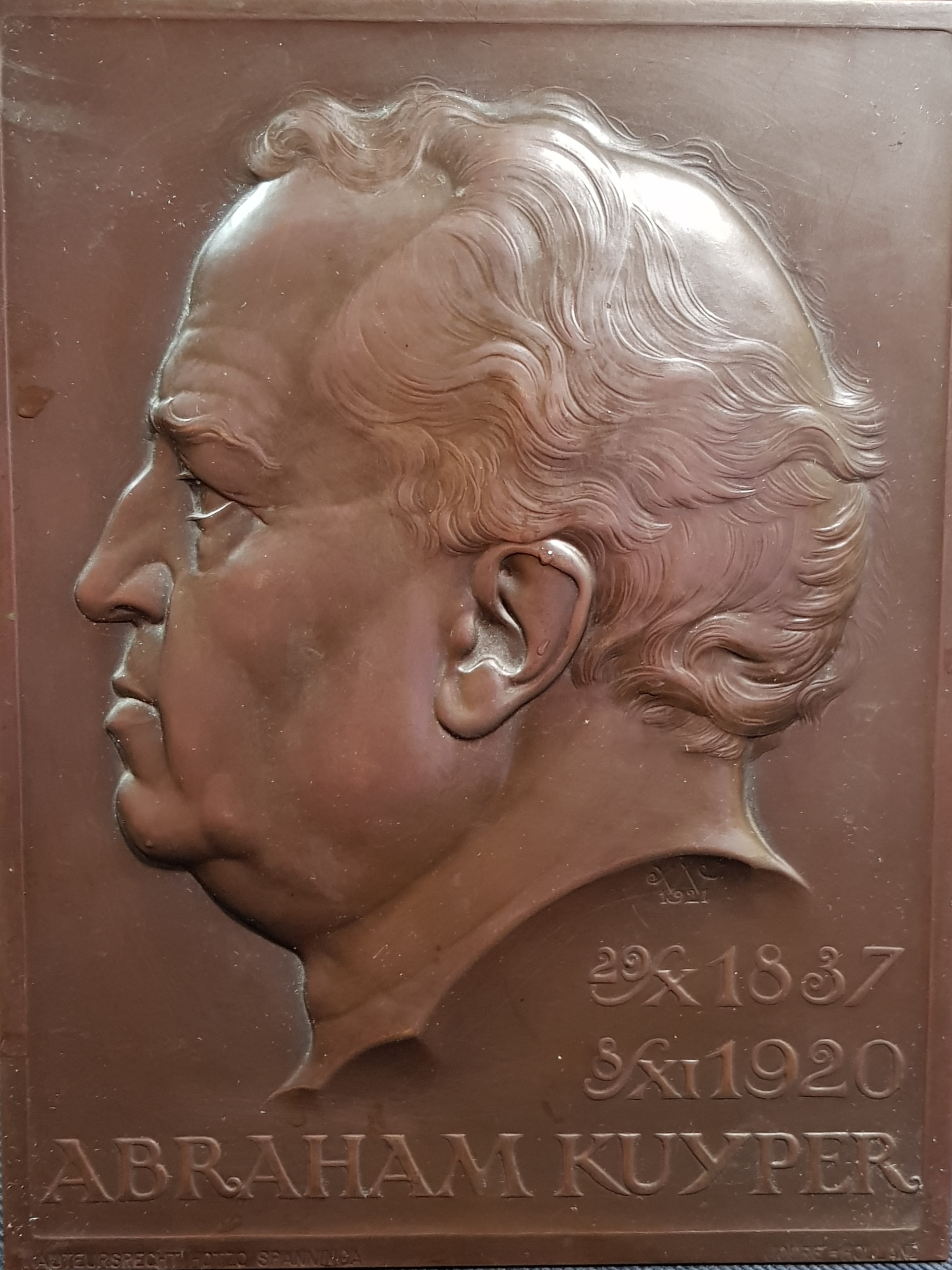
네덜란드의 수상이며 화란 자유대학의 설립자 아브라함 카이퍼 박사

## 영역 주권의 특징들
1. 하나님의 주권 아래 모든 영역의 독립성
카이퍼는 하나님이 창조 세계의 궁극적 주권자임을 강조한다.
사회의 모든 영역은 하나님의 창조 질서에 따라 고유한 역할을 가지며, 서로 간섭하지 않아야 한다.
예를 들어, 가정은 가정의 역할, 교회는 교회의 역할, 국가는 국가의 역할에 충실해야 하며, 서로의 영역을 침범하지 말아야 한다.
2. 다양성의 조화
영역주권은 사회가 다양한 기능과 구조로 이루어져 있으며, 각각의 영역이 고유한 법칙과 목적에 따라 작동해야 함을 인정한다.
이를 통해 인간의 자유와 책임이 조화롭게 유지될 수 있다.
3. 교회와 국가의 분리
카이퍼는 교회와 국가가 독립적인 영역에서 활동해야 하며, 서로 간섭하지 말아야 한다고 주장했다.
이는 국가가 교회의 권위를 침해하지 않고, 교회가 정치적 권력을 행사하지 않아야 함을 의미한다. 그러나 이는 '교회'와 '국가'의 관계이지, '기독교인'과 국가의 관계는 아니다. 기독교인은 국가에서도 하나님의 주권을 인정하며 국가 안에서 하나님의 섭리가 이루어질 수 있도록 자신의 사명을 감당해야 한다. 국가에서도 하나님의 영역 주권을 인정하는 것이 카이퍼의 주장이다.
4. 모든 영역의 하나님 중심성
각각의 영역은 독립적이지만, 궁극적으로는 하나님의 주권 아래 있다.
따라서 영역의 활동은 하나님의 뜻에 부합해야 하며, 하나님의 영광을 드러내야 한다.
5. 실천적 적용
카이퍼는 영역주권 개념을 실천적으로 적용하여 교육, 언론, 정치, 예술 등 다양한 분야에서 개혁주의 사상을 기반으로 한 운동을 이끌었다.
예를 들어, 네덜란드에서 기독교 학교와 언론을 세우고, 총리로서 정치에서도 그의 철학을 실현하려 했다.

## 영향들
카이퍼의 영역주권 사상은 네덜란드를 넘어 다른 문화권에서도 영향을 미쳤다. 특히 미국의 개혁주의 기독교 교육 분야에서 큰 반향을 일으켰다.

### 미국에서의 수용
프린스턴 대학 강연: 카이퍼는 1898년 프린스턴 대학에서 '칼빈주의 스톤 강좌'를 통해 영역주권 사상을 소개했다. 이를 통해 미국 학계에 영역주권 개념이 알려지게 되었다. 
기독교 고등교육: 미국의 기독교 대학들은 카이퍼의 영역주권 사상을 적용하여 교육 철학을 발전시켰다. 특히 교회와 국가로부터 독립적인 기독교 교육 기관의 필요성을 강조했다.
문화 변혁 운동: 카이퍼의 사상은 미국에서 기독교적 문화 변혁과 혁명 운동의 이론적 기반이 되었다.

### 현대 사회에서의 적용
다원주의 사회 대응: 21세기의 다원주의 사회에서 카이퍼의 영역주권 사상은 기독교인들이 다양한 삶의 영역에서 어떻게 신앙을 실천할 수 있는지에 대한 지침을 제공한다.
교육의 자율성: 카이퍼의 사상은 교육 기관이 국가와 교회로부터 독립적이면서도 기독교적 가치를 유지해야 한다는 개념을 강조한다.
사회적 책임: 영역주권 사상은 기독교인들이 단순히 교회 내에서만 활동하는 것이 아니라, 사회의 다양한 영역에서 책임감 있게 참여해야 한다는 인식을 확산시켰다.
세계관: 그의 사상은 특히 기독교 세계관 운동과 공적 신학(public theology)의 발전에 영향을 끼쳤다.
카이퍼의 영역주권 사상은 여러 문화권에서 기독교인들이 신앙과 사회 참여를 조화롭게 실천할 수 있는 이론적 기반을 제공하며, 현대 사회의 다양한 도전에 대응하는 데 도움을 주고 있다.

## 같이 보기
- 하나님의 주권
- 신 칼뱅주의
- 칼뱅주의
- 클라스 스힐더르
- 헤르만 바빙크
- 그룬 반 프린스테레르
- 정성구
- 리차드 마우
- 기독교 문화
- 기독교 세계관
- 아브라함 카이퍼
- 헤르만 도예베르트